# Abdirashid Ali Shermarke
Abdirashid Ali Shermarke (somali : Cabdirashiid Cali Sharmaarke ; en  arabe : عبد الرشيد علي شارماركي), né le 16 octobre 1919 et mort le 15 octobre 1969, est un homme politique somalien.

## Biographie
Il a été Premier ministre du 12 juillet 1960 au 14 juin 1964, et président la République à partir du 10 juin 1967 jusqu'à son assassinat. Alors en visite officielle dans la ville de Las Anod, il est abattu par un de ses propres gardes du corps. Le lendemain de son enterrement, le 21 octobre, l'armée somalienne prend le pouvoir à l'issue d'un putsch mené par le général Mohamed Siad Barre.
Il est le père de Omar Abdirashid Ali Shermarke, lui aussi Premier ministre entre 2009 et 2010.